# سیارک ۱۰۹۵۷۳
سیارک ۱۰۹۵۷۳ (به انگلیسی: 109573 Mishasmirnov، نامگذاری:2001QQ269) صد و نه هزار و پانصد و هفتاد و سومین سیارک کشف شده‌است که در ۲۰ اوت ۲۰۰۱ و در رصدخانه سایمیز کشف شد.